# 정영길
정영길(鄭永吉, 1965년 10월 1일 ~ )은 대한민국 경상북도의회 의원이다.

## 학력
- 성주국민학교 졸업
- 성광중학교 졸업
- 영남공업고등학교 졸업
- 경북과학대학교 사회복지학 전문학사
- 경일대학교 행정학 학사

## 경력
- 성주청년회의소 회장
- 2006.07 ~ 2010.04 제5대 경상북도 성주군의회 의원
- 2006.07 ~ 2007.10 제5대 경상북도 성주군의회 전반기 예산결산특별위원회 간사
- 2007.11 ~ 2008.07 제5대 경상북도 성주군의회 전반기 예산결산특별위원회 위원장
- 2008.07 ~ 2008.10 제5대 경상북도 성주군의회 후반기 예산결산특별위원회 간사
- 2008.07 ~ 2010.04 제5대 경상북도 성주군의회 후반기 예산결산특별위원회 위원
- 2010.07 ~ 2014.06 제9대 경상북도의회 의원
- 2010.07 ~ 2012.07 제9대 경상북도의회 전반기 의회운영위원회 위원
- 2010.07 ~ 2012.07 제9대 경상북도의회 전반기 기획경제위원회 위원
- 2010.07 ~ 2012.07 제9대 경상북도의회 전반기 예산결산특별위원회 부위원장
- 2010.09 ~ 2011.06 제9대 경상북도의회 낙동강살리기특별위원회 위원
- 2012.07 ~ 2014.06 제9대 경상북도의회 후반기 농수산위원회 위원
- 2012.10 ~ 2012.10 제9대 경상북도의회 경북·대구상생발전특별위원회 위원
- 2014.07 ~ 2018.06 제10대 경상북도의회 의원
- 2014.07 ~ 2016.07 제10대 경상북도의회 전반기 농수산위원회 위원장
- 2016.07 ~ 2018.06 제10대 경상북도의회 후반기 문화환경위원회 위원
- 2016.07 ~ 2018.06 제10대 경상북도의회 후반기 예산결산특별위원회 위원
- 2018.07 ~ 2022.06 제11대 경상북도의회 의원
- 2018.07 ~ 2020.07 제11대 경상북도의회 전반기 건설소방위원회 위원
- 2018.09 ~ 2020.10 제11대 경상북도의회 독도수호특별위원회 위원
- 2020.07 ~ 2022.06 제11대 경상북도의회 후반기 농수산위원회 위원
- 2020.07 ~ 2022.06 제11대 경상북도의회 후반기 예산결산특별위원회 위원
- 2025.04 ~ 제12대 경상북도의회 의원
- 2025.04 ~ 제12대 경상북도의회 후반기 농수산위원회 위원
- 2025.05.12 국민의힘 복당

## 역대 선거 결과
|  | 24.82% |

|  | 64.56% |

|  | 0% |

|  | 42.1% |

|  | 49.98% |

|  | 0% |